# Aliança Foral Navarresa
Aliança Foral Navarresa va ser un partit polític espanyol, l'àmbit del qual d'actuació era Navarra. Es definia com a partidari dels furs i contrari a qualsevol forma d'integració de Navarra al País Basc i defensor de la tradició catòlica. Registrat el 7 de març de 1977, va propugnar el no a la Constitució espanyola de 1978 per considerar-la atea, marxista i perillosa per a la unitat d'Espanya. Va ser presidida per Javier Nagore Yárnoz i va rebre el suport d'Amadeo Marco Ilincheta, en aquells moments vicepresident de la Diputació Foral de Navarra.
A les eleccions generals espanyoles de 1977 va formar coalició amb Aliança Popular, i va obtenir 21.900 vots a Navarra (8,49 %).
A les eleccions generals espanyoles de 1979 no va presentar candidatures; alguns dels seus membres es van integrar en la recentment fundada Unió del Poble Navarrès. Posteriorment es va integrar en Aliança Popular que en 1982 a Navarra va formar coalició amb UPN per a les eleccions generals i en 1983 va presentar pel seu compte candidatures a les eleccions al Parlament de Navarra i als ajuntaments.
Una dels seus caps visibles va ser en el seu moment Jose Ignacio Palacios Zuasti, posteriorment conseller dels governs d'UPN i que va exercir càrrecs en AFN com a President de Joventuts (1977-1979) i com a Secretari General d'Aliança Foral Navarresa (1979-1983), a més de diversos càrrecs en Aliança Popular a Navarra.